# 3-ホスホグリセリン酸
3-ホスホグリセリン酸（3-ホスホグリセリンさん、Glycerate 3-phosphate）は生化学的に重要な、3つの炭素からなる有機化合物の一つで、解糖系やカルビン回路の代謝中間体となる。3-ホスホグリセリン酸は、6つの炭素からなる不安定な中間体が分割されて生成する。

## 解糖系
1,3-ビスホスホグリセリン酸 {\displaystyle {\ce {<=>}}} 3-ホスホグリセリン酸 {\displaystyle {\ce {<=>}}} 2-ホスホグリセリン酸

## カルビン回路
カルビン回路では、2分子の3-ホスホグリセリン酸が還元され、グリセルアルデヒド-3-リン酸を生成する。これは、カルビン回路で初めての、3つの炭素からなる化合物である。

## アミノ酸合成
3-ホスホグリセリン酸はセリン生合成の前駆体となる。またセリンはホモシステイン回路でシステインやグリシンの前駆体となる。